# Tunézia az 1992. évi nyári olimpiai játékokon
Tunézia a spanyolországi Barcelonában megrendezett 1992. évi nyári olimpiai játékok egyik részt vevő nemzete volt. Az országot az olimpián 7 sportágban 13 sportoló képviselte, akik érmet nem szereztek.

## Asztalitenisz
Férfi
| Versenyző  | Versenyszám | Csoportkör | Csoportkör | Nyolcaddöntő      | Negyeddöntő       | Elődöntő          | Döntő             | Helyezés |
| Versenyző  | Versenyszám | Ellenfél Eredmény                                                                                             | Hely.      | Ellenfél Eredmény | Ellenfél Eredmény | Ellenfél Eredmény | Ellenfél Eredmény | Helyezés |
| ---------- | ----------- | --- | ---------- | ----------------- | ----------------- | ----------------- | ----------------- | -------- |
| Mourad Sta | Egyes       | B csoport · Jan-Ove Waldner (SWE) · 0-2 · Kang Hicshan (Gang Hui-Chan) (KOR) · 0-2 · Igor Solopov (EST) · 0-2 | 4.         | kiesett           | kiesett           | kiesett           | kiesett           | 49.      |

Női
| Versenyző                    | Versenyszám | Csoportkör | Csoportkör | Nyolcaddöntő      | Negyeddöntő       | Elődöntő          | Döntő             | Helyezés |
| Versenyző                    | Versenyszám | Ellenfél Eredmény | Hely.      | Ellenfél Eredmény | Ellenfél Eredmény | Ellenfél Eredmény | Ellenfél Eredmény | Helyezés |
| ---------------------------- | ----------- | --- | ---------- | ----------------- | ----------------- | ----------------- | ----------------- | -------- |
| Feiza Ben Aïssa              | Egyes       | C csoport · Hjon Dzsonghva (Hyeon Jeong-Hwa) (KOR) · 0-2 · Charlotte Erlman (SWE) · 0-2 · Polona Frelih (SLO) · 0-2                                                                                                   | 4.         | kiesett           | kiesett           | kiesett           | kiesett           | 49.      |
| Sonia Touati                 | Egyes       | G csoport · Hai Po Wa (HKG) · 0-2 · I Dzsongim (Lee Jeong-Im) (KOR) · 0-2 · Kerri Tepper (AUS) · 0-2 | 4.         | kiesett           | kiesett           | kiesett           | kiesett           | 49.      |
| Feiza Ben Aïssa Sonia Touati | Páros       | D csoport · Észak-Korea (PRK) · Ri Bunhi (Ri Bun-hui) · Ju Szunbok (Yu Sun-Bok) · 0-2 · Csehszlovákia (TCH) · Marie Hrachová · Jaroslava Mihočková · 0-2 · Svédország (SWE) · Charlotte Erlman · Marie Svensson · 0-2 | 4.         |                   | kiesett           | kiesett           | kiesett           | 25.      |

## Atlétika
Férfi
| Versenyző            | Versenyszám | Előfutam         | Előfutam         | Előfutam         | Elődöntő | Elődöntő | Elődöntő | Döntő   | Döntő    |
| Versenyző            | Versenyszám | Idő              | Hely.            | Össz.            | Idő      | Hely.    | Össz.    | Idő     | Helyezés |
| -------------------- | ----------- | ---------------- | ---------------- | ---------------- | -------- | -------- | -------- | ------- | -------- |
| Mahmoud El-Kalboussi | 5000 m      | 13:55,01         | 8.               | 32.              |          |          |          | kiesett | kiesett  |
| Fadhel Khayati       | 400 m gát   | nem állt rajthoz | nem állt rajthoz | nem állt rajthoz | kiesett  | kiesett  | kiesett  | kiesett | kiesett  |

## Birkózás
Kötöttfogású
| Versenyző      | Versenyszám | Csoportkör                                                      | Csoportkör | Helyosztók        | Helyosztók        | Helyosztók        | Bronz- mérkőzés   | Döntő             | Helyezés    |
| Versenyző      | Versenyszám | Csoportkör                                                      | Csoportkör | 9. helyért        | 7. helyért        | 5. helyért        | Bronz- mérkőzés   | Döntő             | Helyezés    |
| Versenyző      | Versenyszám | Ellenfél Eredmény                                               | Hely.      | Ellenfél Eredmény | Ellenfél Eredmény | Ellenfél Eredmény | Ellenfél Eredmény | Ellenfél Eredmény | Helyezés    |
| -------------- | ----------- | --------------------------------------------------------------- | ---------- | ----------------- | ----------------- | ----------------- | ----------------- | ----------------- | ----------- |
| Mohamed Naouar | 90 kg       | B csoport · Franz Marx (AUT) · 0-5 · Maik Bullmann (GER) · 0-16 | 9.         | kiesett           | kiesett           | kiesett           | kiesett           | kiesett           | helyezetlen |

Szabadfogású
| Versenyző         | Versenyszám | Csoportkör                                                                     | Csoportkör | Helyosztók        | Helyosztók        | Helyosztók        | Bronz- mérkőzés   | Döntő             | Helyezés    |
| Versenyző         | Versenyszám | Csoportkör                                                                     | Csoportkör | 9. helyért        | 7. helyért        | 5. helyért        | Bronz- mérkőzés   | Döntő             | Helyezés    |
| Versenyző         | Versenyszám | Ellenfél Eredmény                                                              | Hely.      | Ellenfél Eredmény | Ellenfél Eredmény | Ellenfél Eredmény | Ellenfél Eredmény | Ellenfél Eredmény | Helyezés    |
| ----------------- | ----------- | ------------------------------------------------------------------------------ | ---------- | ----------------- | ----------------- | ----------------- | ----------------- | ----------------- | ----------- |
| Chaouki Sammari   | 48 kg       | B csoport · Óváry László (HUN) · 5-7 · Reiner Heugabel (GER) · 0-3 (kétvállas) | 7.         | kiesett           | kiesett           | kiesett           | kiesett           | kiesett           | helyezetlen |
| Chokri Boudchiche | 52 kg       | B csoport · Zeke Jones (USA) · 0-15 · Christopher Woodcroft (CAN) · 0-10       | 9.         | kiesett           | kiesett           | kiesett           | kiesett           | kiesett           | helyezetlen |

## Cselgáncs
Férfi
| Versenyző   | Versenyszám | Selejtező         | 32-es főtábla                   | Nyolcaddöntő      | Negyeddöntő       | Elődöntő          | Vigaszág első kör | Vigaszág nyolcaddöntő | Vigaszág negyeddöntő | Vigaszág elődöntő | Bronz- mérkőzés   | Döntő             | Helyezés |
| Versenyző   | Versenyszám | Ellenfél Eredmény | Ellenfél Eredmény               | Ellenfél Eredmény | Ellenfél Eredmény | Ellenfél Eredmény | Ellenfél Eredmény | Ellenfél Eredmény     | Ellenfél Eredmény    | Ellenfél Eredmény | Ellenfél Eredmény | Ellenfél Eredmény | Helyezés |
| ----------- | ----------- | ----------------- | ------------------------------- | ----------------- | ----------------- | ----------------- | ----------------- | --------------------- | -------------------- | ----------------- | ----------------- | ----------------- | -------- |
| Salah Rekik | Váltósúly   | erőnyerő          | Zsoldos Zsolt (HUN) · 0000-0010 | kiesett           | kiesett           | kiesett           |                   |                       |                      |                   |                   |                   | 22.      |

## Ökölvívás
| Versenyző       | Versenyszám | Selejtező                  | Nyolcaddöntő                 | Negyeddöntő       | Elődöntő          | Döntő             | Helyezés |
| Versenyző       | Versenyszám | Ellenfél Eredmény          | Ellenfél Eredmény            | Ellenfél Eredmény | Ellenfél Eredmény | Ellenfél Eredmény | Helyezés |
| --------------- | ----------- | -------------------------- | ---------------------------- | ----------------- | ----------------- | ----------------- | -------- |
| Kalai Riadh     | Harmatsúly  | Miguel Dias (NED) · 17-1   | Joel Casamayor (CUB) · 11-16 | kiesett           | kiesett           | kiesett           | 9.       |
| Mohamed Soltani | Pehelysúly  | Davis Lusimbo (UGA) · 13-8 | Eddy Suárez (CUB) · RSC      | kiesett           | kiesett           | kiesett           | 9.       |
| Lotfi Missaoui  | Középsúly   | Gilberto Brown (ISV) · 4-6 | kiesett                      | kiesett           | kiesett           | kiesett           | 17.      |

RSC - a játékvezető megállította a mérkőzést

## Súlyemelés
| Versenyző | Versenyszám | Szakítás | Szakítás | Lökés    | Lökés    | Összesen | Helyezés |
| Versenyző | Versenyszám | Eredmény | Helyezés | Eredmény | Helyezés | Összesen | Helyezés |
| --------- | ----------- | -------- | -------- | -------- | -------- | -------- | -------- |
| Arbi Trab | 56 kg       | 100,0    | 19.      | 120,0    | 19.      | 220,0    | 19.      |

## Vitorlázás
Férfi
| Versenyző      | Versenyszám     | Futam | Futam | Futam | Futam  | Futam | Futam | Futam | Futam | Futam | Futam | Pontszám | Helyezés |
| Versenyző      | Versenyszám     | 1     | 2     | 3     | 4      | 5     | 6     | 7     | 8     | 9     | 10    | Pontszám | Helyezés |
| -------------- | --------------- | ----- | ----- | ----- | ------ | ----- | ----- | ----- | ----- | ----- | ----- | -------- | -------- |
| Karim Chammari | Szörfvitorlázás | 40,0  | 43,0  | 35,0  | (51,0) | 38,0  | 36,0  | 34,0  | 42,0  | 42,0  | 34,0  | 344,0    | 34.      |